# Chiesa dei Santi Andrea Apostolo e Colomba
La chiesa dei Santi Andrea Apostolo e Colomba è la parrocchiale di Villa Estense, in provincia e diocesi di Padova; fa parte del vicariato di Este.

## Storia

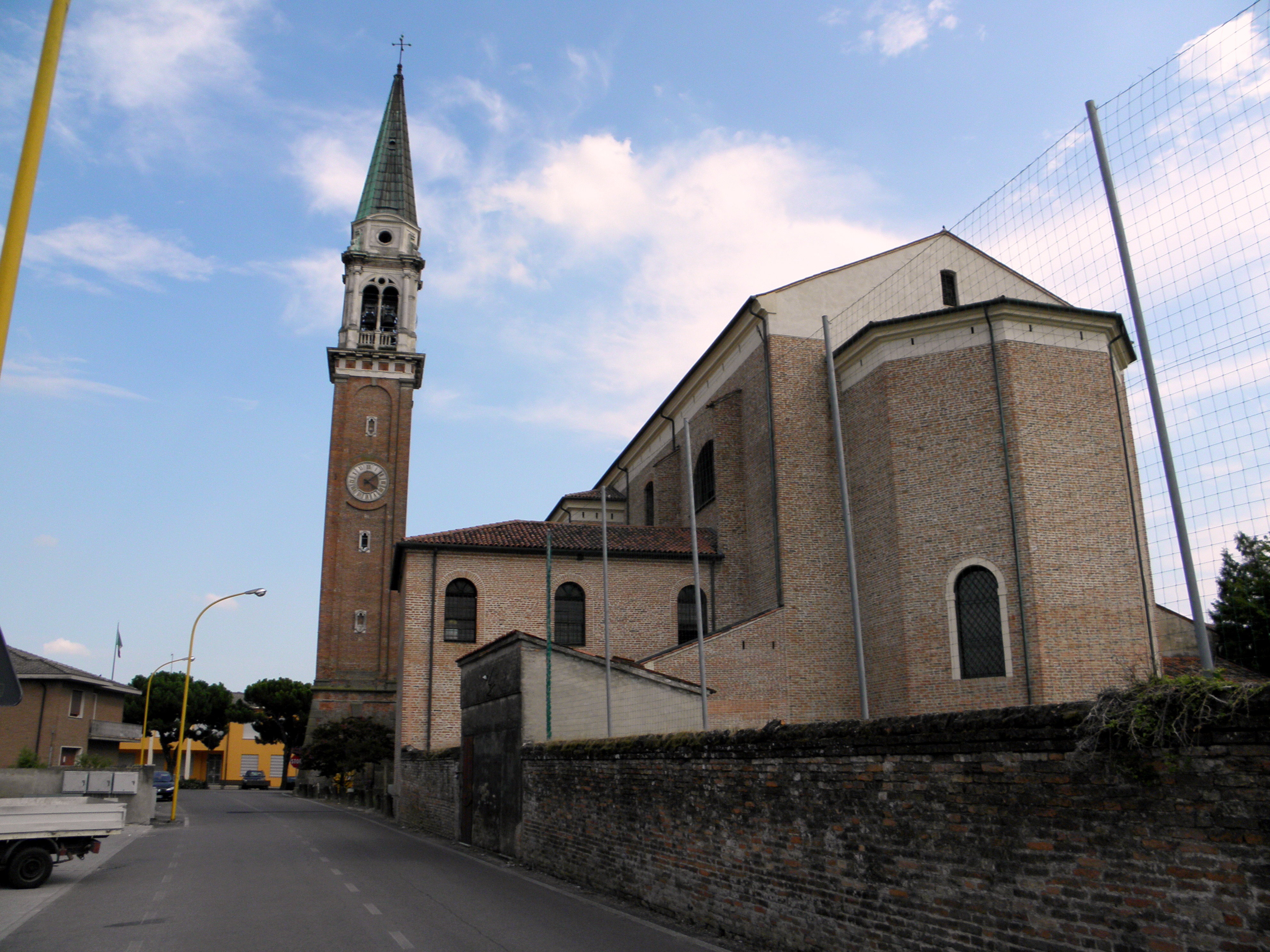
Abside e campanile

La prima attestazione di una chiesa a Villa Estense, menzionata come Monasterium S.Andree de Villa, filiale della chiesa di Santa Colomba di Ancorano e avente alle dipendenze le cappelle di Carmignano e di Motta, risale al 1297.
La chiesa, dedicata a sant'Andrea Apostolo, venne riedificata nel 1344 per volere di Nascibene de' Grompo.

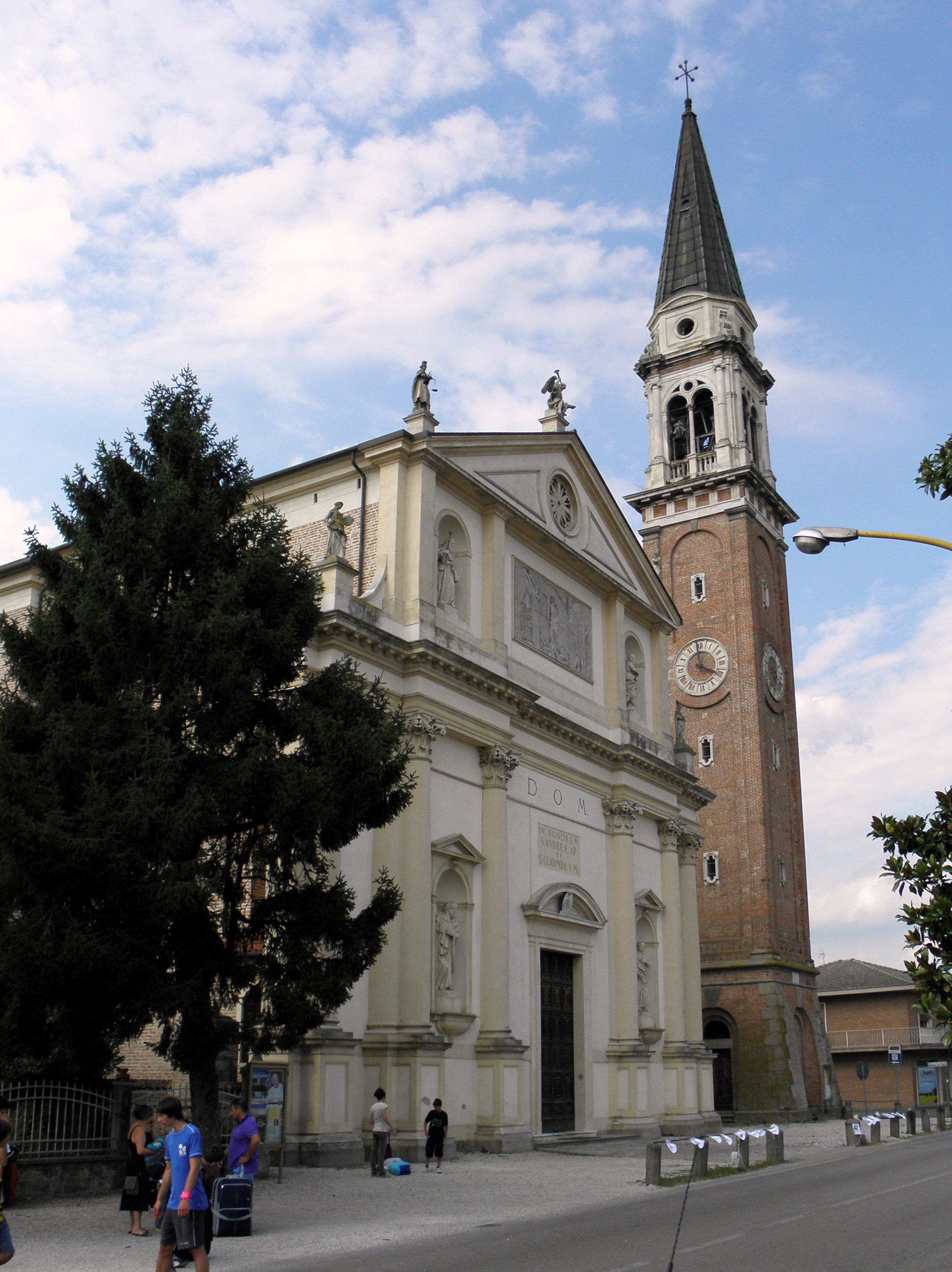
La chiesa e il campanile

Verso il 1476 la chiesa di Ancarano fu distrutta dall'esondazione di un canale e le funzioni vennero trasferita presso la chiesa di Villa, anche se il titolo di parrocchiale rimaneva all'altra, seppur non più esistente.
Nel 1793 il Senato della Serenissima Repubblica di Venezia concesse ai fedeli di Villa Estense il giuspatronato della parrocchia, che riunificò i titoli di Sant'Andrea e di Santa Colomba.
Alla fine del secolo, la chiesa versava in pessime condizioni e si decise di farne sorgere una nuova, come deliberato ufficialmente il 28 aprile 1799. Il progetto dell'erigenda struttura venne presentato il 15 giugno 1800 da un architetto di cui non si conosce il nome; il disegno fu modificato da Pier Paolo Bianchi. 
La prima pietra dell'attuale parrocchiale venne posta il 5 ottobre 1800, ma i lavori, supervisionati dall'architetto Gian Antonio Bianchi sino al 1816, s'interruppero nel 1820; la chiesa poté dirsi completa in tutte le sue parti appena nel 1870.
Il 31 ottobre 1886 venne impartita la consacrazione e il 10 luglio 1889 la parrocchiale fu elevata al titolo di arcipretale.
Nel 1894 venne eretto il campanile, che fu poi inaugurato nel 1897.

## Descrizione
La facciata della chiesa è scandita da lesene e presenta quattro nicchie con al loro interno altrettante statue.
L'interno è ad un'unica navata ed è caratterizzato da semicolonne e dalla trabeazione. Opere di pregio qui conservate sono la tela che ritrae la Sacra conversazione tra la Madonna con il Bambino e i santi Giovanni Battista, Filippo, Lorenzo e Pietro, la pala raffigurante la Madonna con Gesù Bambino in trono e i santi Antonio di Padova, Giovanni Battista e Agostino, eseguita da Luca Ferrari tra il 1640 e il 1654, e la tela con soggetto la Natività di Gesù, dipinta nel XVII secolo probabilmente da Leandro dal Ponte.